# 疯猴
《疯猴》（英語：Mad Monkey Kung Fu）是1979年上映的一部香港電影，由刘家良执导，并且亲自参演，倪匡编剧。该电影主要讲述一个人被陷害然后多年后与徒弟一起复仇的故事。

## 劇情簡介
有一个武术家和妹妹在一次出演中，被恶霸看上，于是这个恶霸设计陷害这个武术家，并抢占了他的妹妹，并把他的手筋打断，让其练不了功夫。于是这位武术家只好在之后耍猴为生。
而后，这个功夫家遇到了一个年轻人，后来在其训练年轻人的时候，意外的得知了恶霸设计陷害自己以及其妹妹身亡，于是他便和徒弟一起去复仇，并将恶霸杀死。

## 演员表
- 惠英红
- 罗烈
- 方茹
- 余袁稳
- 林克明
- 何其昌
- 李擎柱
- 彭润祥
- 西瓜刨
- 刘家良
- 小侯
- 钱似莺
- 王憾尘
- 张照
- 金天柱
- 刘准
- 王清河

## 其他
- 该影片的导演刘家良跳出了张彻的影响。

## 備註
1. ↑  陈墨. . 中国电影出版社. 1996年.
2. ↑  伍宏. . 团结出版社. 2008年.
3. ↑  赵卫防. . 中国广播电视出版社. 2007年.
4. ↑  贾磊磊. . 文化艺术出版社. 2005年.
5. ↑  许乐. . 中国电影出版社. 2009年.
6. ↑  石琪. . 次文化堂. 1999年.

## 相關連結
- 互联网电影数据库（IMDb）上《疯猴》的资料（英文）
- 豆瓣电影上《疯猴》的資料 （简体中文）
- 香港影庫上《疯猴》的資料（繁體中文）
- 爛番茄上《疯猴》的資料（英文）